# Chapelle du Petit-Saint-Dié
La chapelle du Petit-Saint-Dié est un édifice religieux d'origine médiévale situé à Saint-Dié-des-Vosges.

## Histoire
Vers 660, le moine Déodat (futur saint Dié) s'installe au pied du massif du Kemberg, en contrebas d'un sommet qu'il baptise Roche Saint-Martin, et dote cet ermitage d'un petit oratoire, qu'il dédie également à Martin de Tours. L'emplacement a été choisi pour correspondre à un ancien sanctuaire païen, développé par les Gallo-romains autour de sources ferrugineuses et abandonné vers le milieu du IVe siècle. Une stèle gallo-romaine, trouvée dans le voisinage et maçonnée dans le mur de l'auvent de la chapelle, rappelle cet héritage. Mort en 679, Déodat est inhumé dans son oratoire. Reconstruit au XVe siècle, ce lieu de culte médiéval est à l'origine de la chapelle du Petit-Saint-Dié.
La ville s'étant développée plus au Nord-Est, près du monastère construit par les disciples de Déodat à la confluence du Robache et de la Meurthe, le lieu-dit du « Petit-Saint-Dié » (ou « Vieux-Saint-Dié ») restera longtemps un simple hameau. La chapelle, privée du sarcophage de son saint fondateur (transféré en 1003 dans l'église Saint-Maurice, ancêtre de la cathédrale actuelle), sert cependant d'église paroissiale aux habitants du faubourg Saint-Martin. Cette situation prend fin en 1728 : trop exiguë, vétuste et excentrée, la chapelle est délaissée par les paroissiens au profit d'une nouvelle église Saint-Martin (détruite par un incendie en 1895 et remplacée par l'actuelle église Saint-Martin). Le Petit-Saint-Dié connaît un bref regain d'intérêt après 1779, avec l'aménagement d'un établissement hydrothérapique exploitant les eaux ferrugineuses des fontaines Saint-Martin. Cette activité sera progressivement abandonnée à partir du début du XIXe siècle.

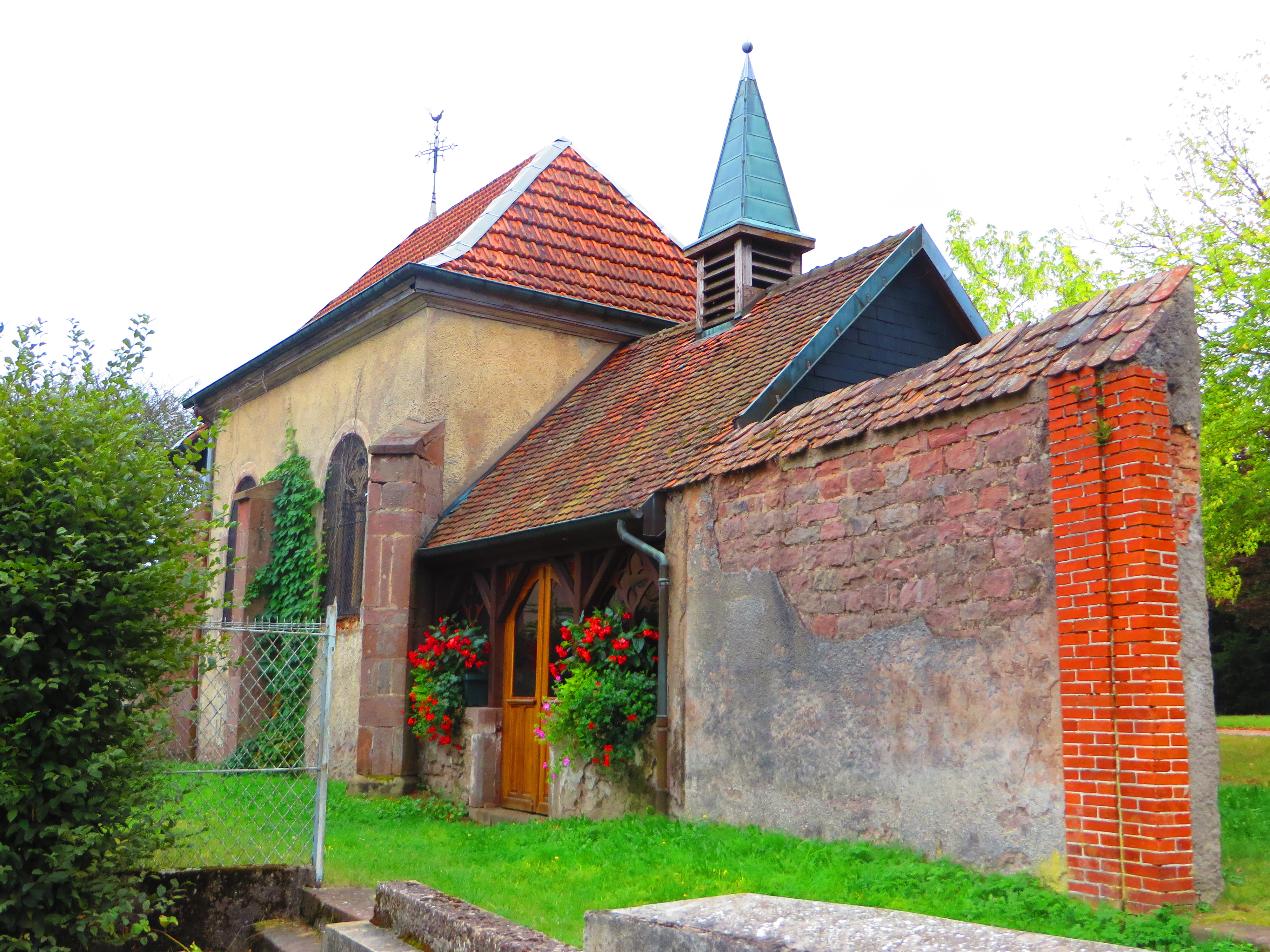
La chapelle Saint-Déodat ou chapelle du Petit-Saint-Dié.

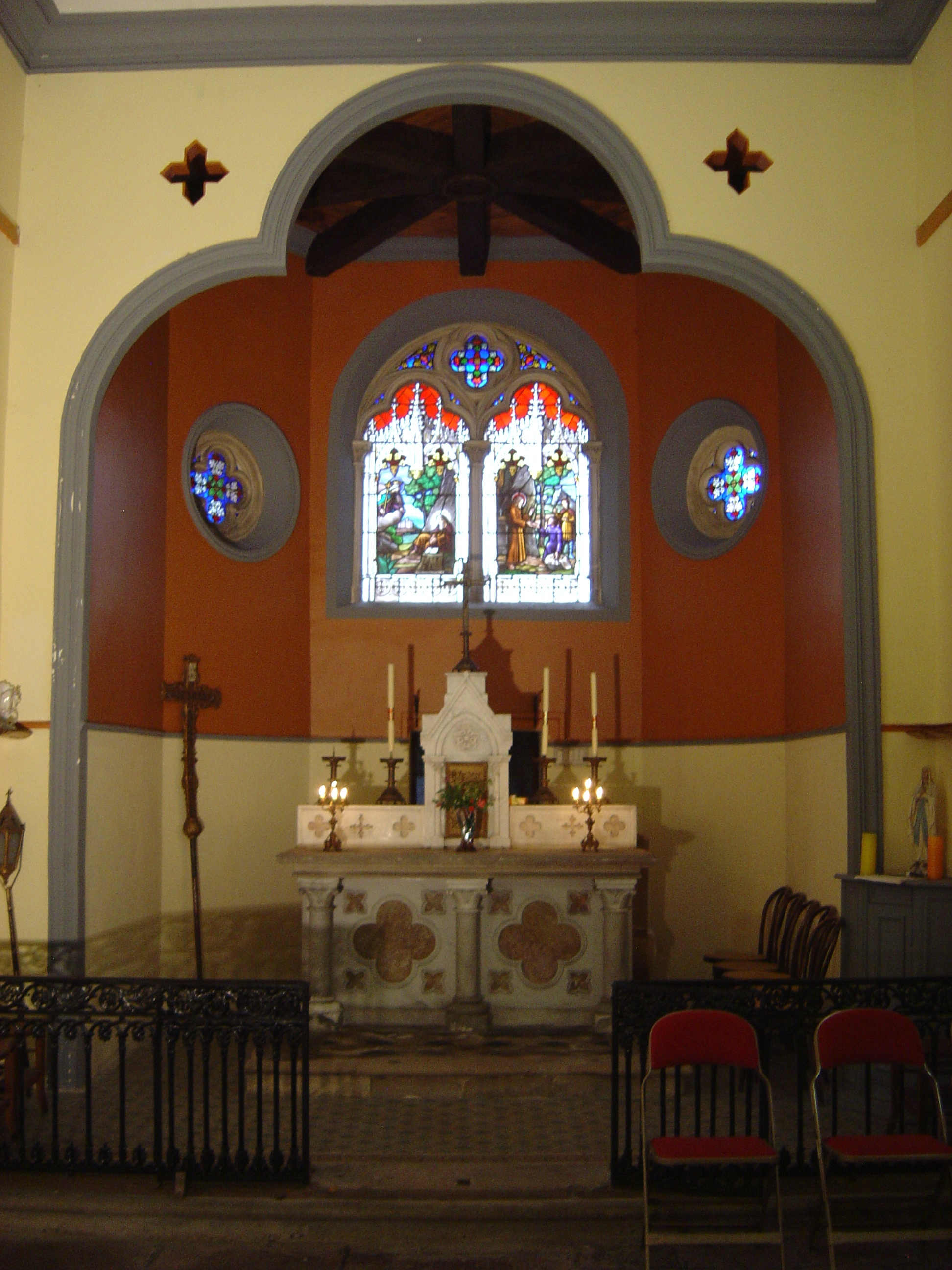
Chœur de la chapelle.

Restaurée en 1736 et 1754 par les chanoines Billaut et Redoubté, la chapelle fait partie des biens nationaux mis en vente à partir de 1791. Après 1795, elle est achetée, avec la maison attenante auparavant destinée au desservant, par un certain Nicolas Martin. En 1863, elle est rachetée par l'évêché de Saint-Dié, qui y fait effectuer de lourdes restaurations. C'est à cette époque que les baies cintrées sont dotées de remplages néogothiques et de vitraux issus des ateliers du nancéien Marchal.
Entre 1889 et 1899, la chapelle est intégrée à un couvent de sœurs carmélites avant d'être revendue à l'ancien imprimeur Louis Humbert.
En novembre 1944, la toiture et les vitraux sont gravement endommagés par le souffle du dynamitage de la voie ferrée toute proche. Dans la seconde moitié du XXe siècle, les bâtiments conventuels sont démolis au profit de projets immobiliers mais la chapelle est préservée. Louée en 1969 par la Société philomatique vosgienne, elle est achetée en 1977 par la ville.
Les vitraux, qui narrent dix épisodes légendaires de la vie de saint Dié, ont été restaurés ou reconstruits à l'identique au début des années 1970.
La chapelle est ouverte au public à certaines occasions telles que la fête patronale (autour du 19 juin) ou les Journées du patrimoine.